# Trinil

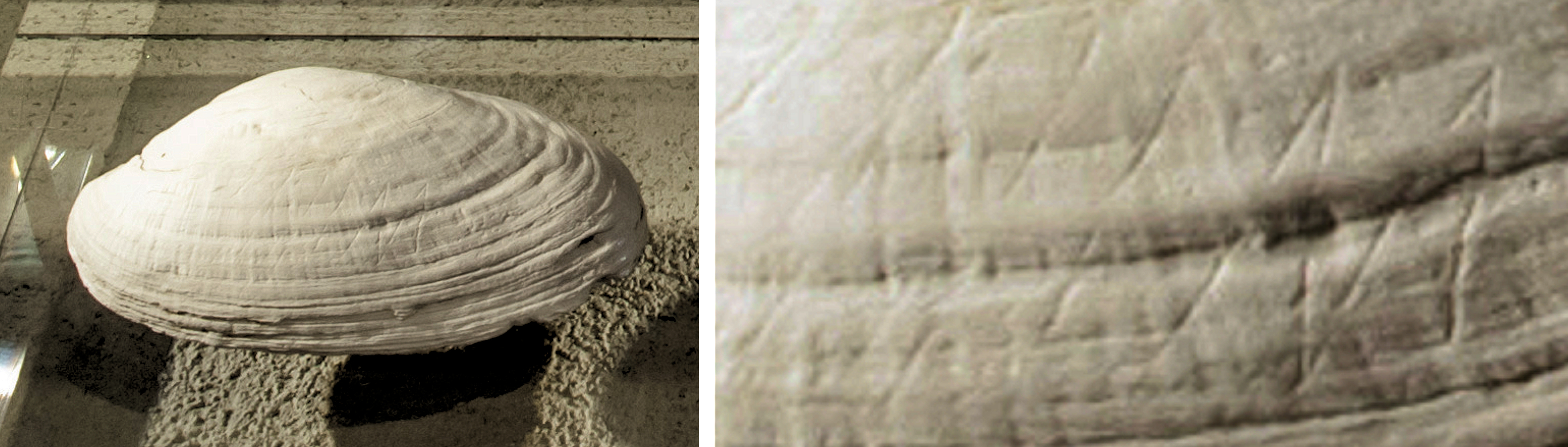
Pseudodon shell DUB1006-fL com as gravações geométricas mais antigas conhecidas, supostamente feitas pelo Homo erectus; ca. 500,000 BP; from Trinil (Java); Museu de História Natural de Leida (Holanda).

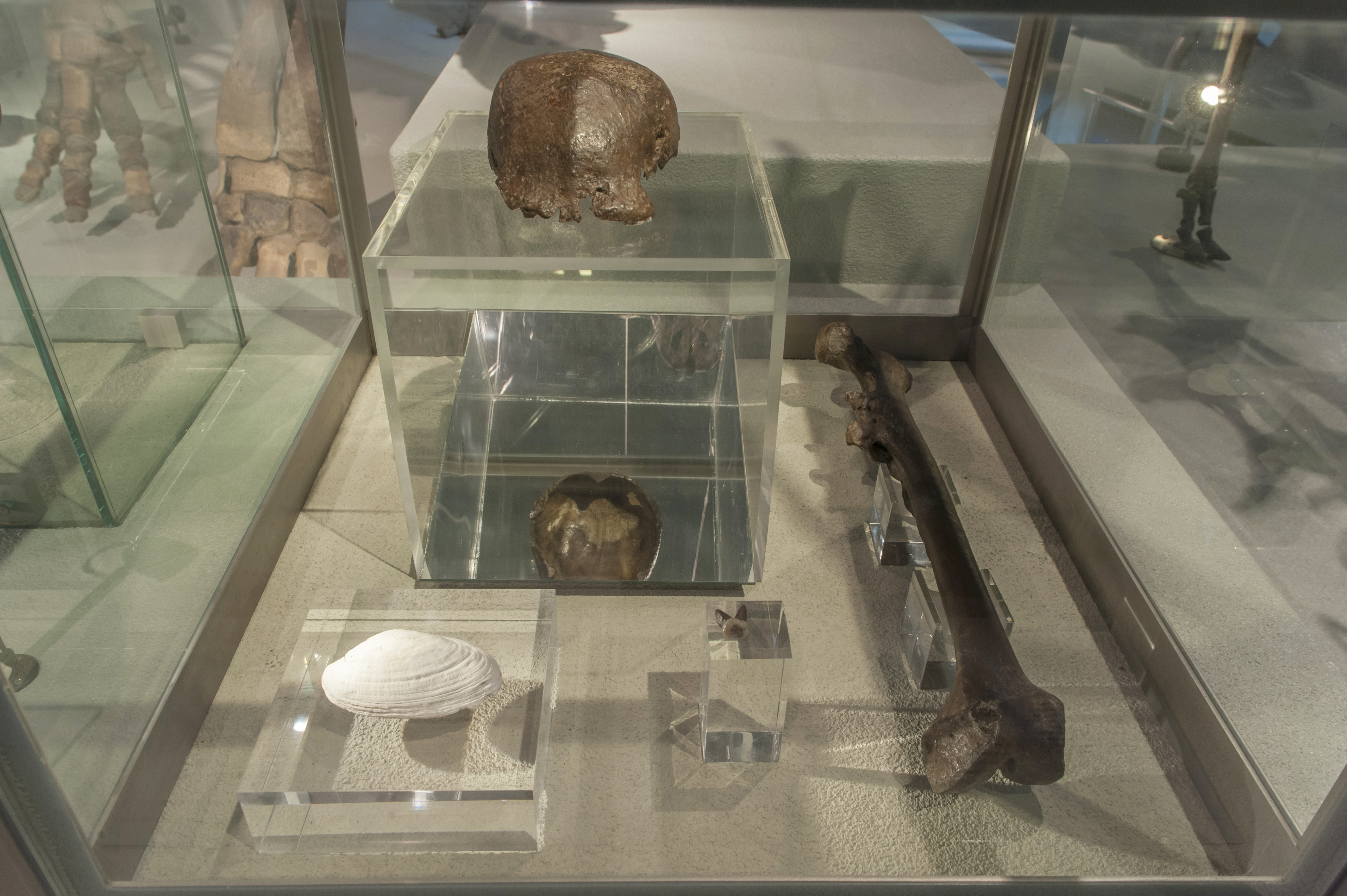
O Homo Erectus "Homem de Java" no Museu de História Natural de Leida, Holanda.

Trinil é um sítio paleoantropológico às margens do Rio Solo, na Regência de Ngawi, na província de Java Oriental, Indonésia. Foi neste local, em 1891, que o anatomista holandês Eugène Dubois descobriu os primeiros vestígios de hominídeos encontrados fora da Europa: o famoso espécime do "Homem de Java" (Homo erectus erectus).